# Siano

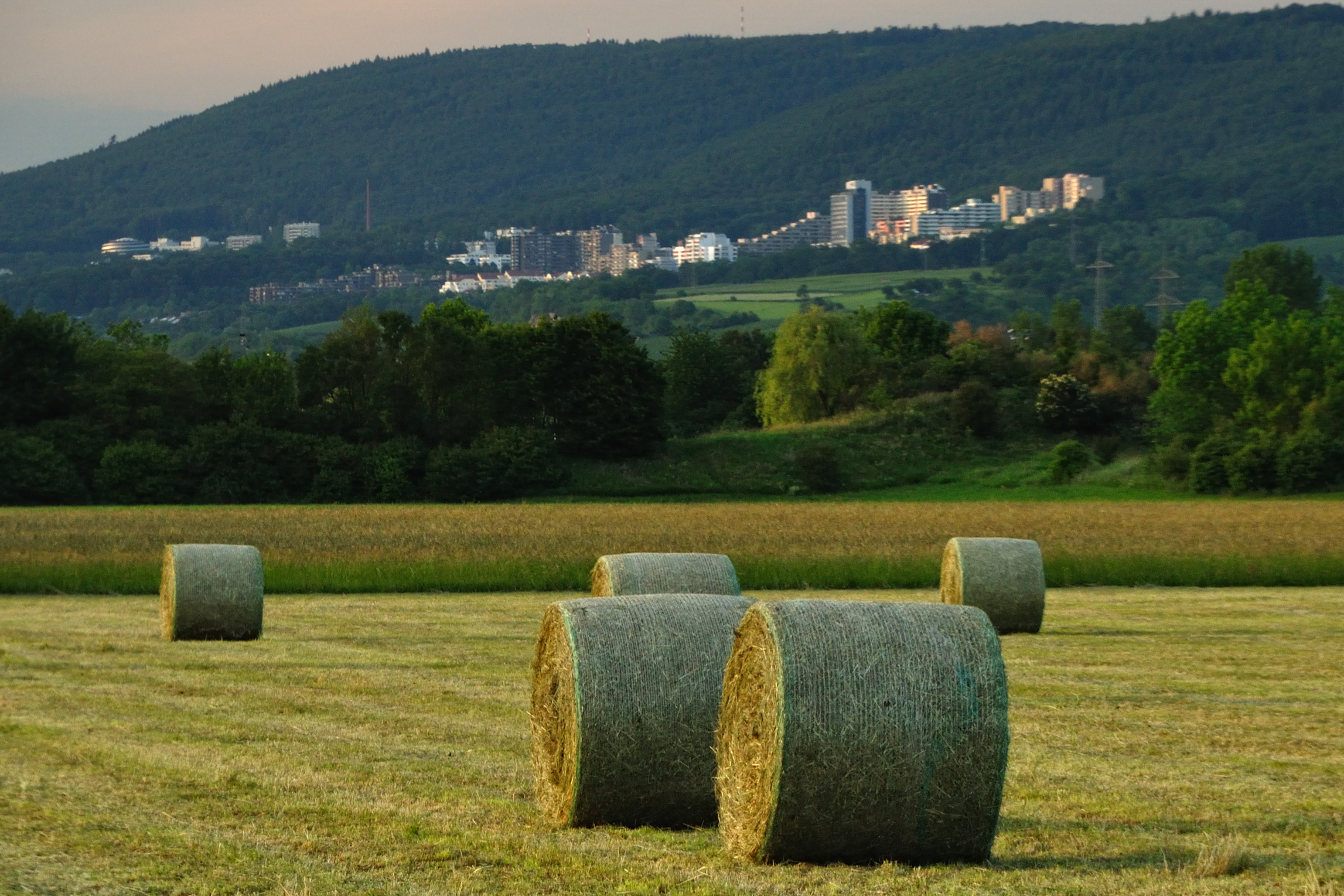
Sprasowane siano w belach

Siano – skoszone przed dojrzałością trawy, rośliny motylkowe i inne, następnie wysuszone, zazwyczaj w warunkach naturalnych. Proces koszenia, suszenia i magazynowania to sianokosy. Siano to jedna z najważniejszych pasz objętościowych suchych w żywieniu przeżuwaczy i koni.
Kiszonka uzyskiwana z podsuszonych roślin to sianokiszonka.